# Sali Vercellese
Sali Vercellese är en ort och kommun i provinsen Vercelli i regionen Piemonte, Italien.  Kommunen hade 105 invånare (2018).